# Cantone di Cholet-3
Il Cantone di Cholet-3 era una divisione amministrativa dell'arrondissement di Cholet.
È stato soppresso a seguito della riforma complessiva dei cantoni del 2014, che è entrata in vigore con le elezioni dipartimentali del 2015.
Comprendeva parte della città di Cholet e i comuni di:
- Saint-Christophe-du-Bois
- La Tessoualle